# Gaziantep Futbol Kulübü
Il Gaziantep Futbol Kulübü, conosciuto come Gaziantep FK e già noto come Gaziantep Büyükşehir Belediyespor, è una società polisportiva turca con sede nella città di Gaziantep, la cui sezione calcistica milita nella Süper Lig, la massima serie del campionato turco.
Fondato nel 1988, ha esordito in massima divisione nel 2019-2020. Gioca le partite casalinghe allo stadio Kâmil Ocak.

## Storia
La società polisportiva Gaziantep Büyükşehir Belediyespor fu fondata nel 1988, con sezioni dedicate a vari sport e il bianco e il blu come colori sociali.
La sezione calcistica del Gaziantep BB ascese in 3. Lig, la quarta serie turca, nel 1993. Nella stagione 1996-1997 esordì in seconda divisione.
Ha poi disputato per quattro volte i play-off per la promozione in Süper Lig, perdendone la finale nel 2010-2011.
Sotto la guida del presidente Adil Sani Konukoğlu, importante uomo d'affari, la squadra, allenata da Mehmet Altıparmak, ha raggiunto per due volte consecutive i play-off. Giunto sesto nel campionato 2017-2018, ha superato nella semifinale dei play-off il Boluspor e nella finale degli spareggi per la promozione è stato battuto per 5-4 ai tiri di rigore dall'Erzurumspor FK. Nel 2018-2019, dopo il quinto posto in campionato, ha ottenuto per la prima volta la promozione in massima serie vincendo i play-off di TFF 1. Lig, grazie al successo per 9-8 ai tiri di rigore in semifinale contro l'Osmanlıspor e per 5-3 ai tiri di rigore nella finale contro l'Hatayspor (1-1 dopo i tempi supplementari).
Nel febbraio 2023, a seguito del devastante terremoto in Turchia e Siria del 2023, la squadra, congiuntamente all'Hatayspor, annuncia il proprio ritiro dal campionato di massima serie dopo la ventitreesima giornata del campionato, concedendo possibilità di svincolo a tutti i calciatori della rosa. I due club vengono riammessi al campionato nella stagione seguente.

## Organico

### Rosa 2025-2026
| N. |                      | Ruolo | Calciatore          |
| -- | -------------------- | ----- | ------------------- |
| 1  | Grecia (bandiera)    | P     | Sōkratīs Dioudīs    |
| 4  | Turchia (bandiera)   | D     | Arda Kızıldağ       |
| 5  | Senegal (bandiera)   | D     | Papa Ndiaye         |
| 7  | Curaçao (bandiera)   | C     | Juninho Bacuna      |
| 8  | Turchia (bandiera)   | C     | Mirza Cihan         |
| 10 | Polonia (bandiera)   | C     | Kacper Kozłowski    |
| 11 | Svizzera (bandiera)  | A     | Christopher Lungoyi |
| 14 | Turchia (bandiera)   | C     | Mustafa Eskihellaç  |
| 15 | Turchia (bandiera)   | D     | Ertuğrul Ersoy      |
| 16 | Rep. Ceca (bandiera) | D     | Matěj Hanousek      |
| 17 | Germania (bandiera)  | D     | Semih Güler         |
| 20 | Romania (bandiera)   | A     | Denis Drăguș        |
| 21 | Ghana (bandiera)     | A     | Emmanuel Boateng    |

| N. |                       | Ruolo | Calciatore       |
| -- | --------------------- | ----- | ---------------- |
| 22 | Francia (bandiera)    | D     | Salem M'bakata   |
| 23 | Germania (bandiera)   | C     | Abdulkerim Çakar |
| 24 | Algeria (bandiera)    | D     | Naoufel Khacef   |
| 26 | Turchia (bandiera)    | C     | Ali Osman Kalın  |
| 27 | Turchia (bandiera)    | D     | Ömürcan Artan    |
| 30 | Austria (bandiera)    | C     | Onurhan Babuscu  |
| 50 | Serbia (bandiera)     | C     | Lazar Marković   |
| 51 | Svizzera (bandiera)   | D     | Anel Husic       |
| 54 | Turchia (bandiera)    | P     | Erten Ersu       |
| 70 | Grecia (bandiera)     | D     | Stelios Kitsiou  |
| 71 | Turchia (bandiera)    | P     | Burak Bozan      |
| 77 | Portogallo (bandiera) | D     | Kévin Rodrigues  |
| 91 | Turchia (bandiera)    | C     | Bahadir Gölgeli  |

### Rosa 2024-2025
| N. |                      | Ruolo | Calciatore          |
| -- | -------------------- | ----- | ------------------- |
| 1  | Grecia (bandiera)    | P     | Sōkratīs Dioudīs    |
| 3  | Turchia (bandiera)   | D     | Emre Taşdemir       |
| 4  | Turchia (bandiera)   | D     | Arda Kızıldağ       |
| 6  | Francia (bandiera)   | C     | Quentin Daubin      |
| 7  | Kosovo (bandiera)    | C     | Valmir Veliu        |
| 8  | Serbia (bandiera)    | C     | Marko Jevtović      |
| 9  | Turchia (bandiera)   | A     | Halil Dervişoğlu    |
| 11 | Svizzera (bandiera)  | A     | Christopher Lungoyi |
| 14 | Turchia (bandiera)   | C     | Mustafa Eskihellaç  |
| 15 | Turchia (bandiera)   | D     | Ertuğrul Ersoy      |
| 16 | Rep. Ceca (bandiera) | D     | Matěj Hanousek      |
| 17 | Polonia (bandiera)   | C     | Kacper Kozłowski    |
| 20 | Romania (bandiera)   | A     | Denis Drăguș        |
| 21 | Ghana (bandiera)     | A     | Emmanuel Boateng    |
| 22 | Francia (bandiera)   | D     | Salem M'bakata      |

| N. |                     | Ruolo | Calciatore       |
| -- | ------------------- | ----- | ---------------- |
| 23 | Germania (bandiera) | C     | Abdulkerim Çakar |
| 24 | Algeria (bandiera)  | D     | Naoufel Khacef   |
| 26 | Turchia (bandiera)  | C     | Mirza Cihan      |
| 27 | Turchia (bandiera)  | D     | Ömürcan Artan    |
| 30 | Austria (bandiera)  | C     | Onurhan Babuscu  |
| 50 | Serbia (bandiera)   | C     | Lazar Marković   |
| 51 | Svizzera (bandiera) | D     | Anel Husic       |
| 54 | Turchia (bandiera)  | P     | Erten Ersu       |
| 70 | Grecia (bandiera)   | D     | Stelios Kitsiou  |
| 71 | Turchia (bandiera)  | P     | Burak Bozan      |
| 91 | Turchia (bandiera)  | C     | Bahadir Gölgeli  |
|    | Nigeria (bandiera)  | A     | David Okereke    |
|    | Spagna (bandiera)   | D     | Enric Saborit    |
|    | Honduras (bandiera) | C     | Bryan Acosta     |

### Rosa 2023-2024
| N. |                      | Ruolo | Calciatore          |
| -- | -------------------- | ----- | ------------------- |
| 1  | Turchia (bandiera)   | P     | Burak Bozan         |
| 3  | Senegal (bandiera)   | D     | Papy Djilobodji     |
| 4  | Turchia (bandiera)   | D     | Arda Kızıldağ       |
| 5  | Turchia (bandiera)   | C     | Furkan Soyalp       |
| 6  | Honduras (bandiera)  | C     | Bryan Acosta        |
| 7  | Kosovo (bandiera)    | C     | Valmir Veliu        |
| 8  | Serbia (bandiera)    | C     | Marko Jevtović      |
| 9  | Svizzera (bandiera)  | A     | Christopher Lungoyi |
| 11 | Turchia (bandiera)   | D     | Halil Pehlivan      |
| 13 | Brasile (bandiera)   | D     | Júnior Morais       |
| 14 | Turchia (bandiera)   | C     | Mustafa Eskihellaç  |
| 15 | Turchia (bandiera)   | D     | Ertuğrul Ersoy      |
| 16 | Rep. Ceca (bandiera) | D     | Matěj Hanousek      |
| 17 | Polonia (bandiera)   | C     | Kacper Kozłowski    |

| N. |                     | Ruolo | Calciatore          |
| -- | ------------------- | ----- | ------------------- |
| 20 | Romania (bandiera)  | A     | Denis Drăguș        |
| 21 | Camerun (bandiera)  | D     | Nicolas Nkoulou     |
| 22 | Francia (bandiera)  | D     | Salem M'bakata      |
| 23 | Germania (bandiera) | C     | Abdulkerim Çakar    |
| 24 | Algeria (bandiera)  | D     | Naoufel Khacef      |
| 26 | Turchia (bandiera)  | C     | Mirza Cihan         |
| 27 | Turchia (bandiera)  | D     | Ömürcan Artan       |
| 30 | Austria (bandiera)  | C     | Onurhan Babuscu     |
| 50 | Serbia (bandiera)   | C     | Lazar Marković      |
| 54 | Turchia (bandiera)  | P     | Erten Ersu          |
| 70 | Grecia (bandiera)   | D     | Stelios Kitsiou     |
| 71 | Turchia (bandiera)  | P     | Burak Bozan         |
| 91 | Turchia (bandiera)  | C     | Bahadir Gölgeli     |
|    | Turchia (bandiera)  | D     | Berkan Küpelikılınç |

### Rosa 2022-2023
| N. |                     | Ruolo | Calciatore          |
| -- | ------------------- | ----- | ------------------- |
| 2  | Turchia (bandiera)  | D     | Berkan Küpelikılınç |
| 3  | Senegal (bandiera)  | D     | Papy Djilobodji     |
| 4  | Turchia (bandiera)  | D     | Arda Kızıldağ       |
| 5  | Senegal (bandiera)  | D     | Papy Djilobodji     |
| 6  | Francia (bandiera)  | D     | Salem M'bakata      |
| 7  | Kosovo (bandiera)   | C     | Valmir Veliu        |
| 8  | Serbia (bandiera)   | C     | Marko Jevtović      |
| 10 | Svizzera (bandiera) | A     | Albian Ajeti        |
| 11 | Turchia (bandiera)  | D     | Halil Pehlivan      |
| 14 | Turchia (bandiera)  | C     | Mustafa Eskihellaç  |
| 15 | Turchia (bandiera)  | D     | Ertuğrul Ersoy      |

| N. |                      | Ruolo | Calciatore       |
| -- | -------------------- | ----- | ---------------- |
| 16 | Rep. Ceca (bandiera) | D     | Matěj Hanousek   |
| 20 | Romania (bandiera)   | A     | Denis Drăguș     |
| 21 | Camerun (bandiera)   | D     | Nicolas Nkoulou  |
| 23 | Germania (bandiera)  | C     | Abdulkerim Çakar |
| 26 | Turchia (bandiera)   | C     | Mirza Cihan      |
| 27 | Turchia (bandiera)   | D     | Ömürcan Artan    |
| 30 | Austria (bandiera)   | C     | Onurhan Babuscu  |
| 54 | Turchia (bandiera)   | P     | Erten Ersu       |
| 70 | Grecia (bandiera)    | D     | Stelios Kitsiou  |
| 71 | Turchia (bandiera)   | P     | Burak Bozan      |
| 91 | Turchia (bandiera)   | C     | Bahadir Gölgeli  |

### Rosa 2021-2022
Aggiornata al 13 gennaio 2022.
| N. |                      | Ruolo | Calciatore         |
| -- | -------------------- | ----- | ------------------ |
| 1  | Turchia (bandiera)   | P     | Günay Güvenç       |
| 2  | Rep. Ceca (bandiera) | D     | Matěj Hanousek     |
| 3  | Senegal (bandiera)   | D     | Papy Djilobodji    |
| 4  | Turchia (bandiera)   | D     | Ulaş Zengin        |
| 5  | Turchia (bandiera)   | C     | Furkan Soyalp      |
| 6  | Romania (bandiera)   | D     | Alin Toșca         |
| 9  | Rep. Ceca (bandiera) | A     | Tomáš Pekhart      |
| 10 | Turchia (bandiera)   | A     | Muhammet Demir     |
| 11 | Turchia (bandiera)   | D     | Halil Pehlivan     |
| 15 | Turchia (bandiera)   | D     | Ertuğrul Ersoy     |
| 17 | Turchia (bandiera)   | D     | Oğuz Ceylan        |
| 18 | Marocco (bandiera)   | C     | Ahmed El Messaoudi |
| 20 | Turchia (bandiera)   | C     | Recep Niyaz        |
| 23 | Turchia (bandiera)   | P     | Ekrem Kılıçarslan  |
| 25 | Brasile (bandiera)   | A     | João Figueiredo    |

| N. |                               | Ruolo | Calciatore        |
| -- | ----------------------------- | ----- | ----------------- |
| 26 | Turchia (bandiera)            | C     | Mirza Cihan       |
| 27 | Turchia (bandiera)            | C     | Abdulkadir Parmak |
| 28 | Cile (bandiera)               | A     | Ángelo Sagal      |
| 44 | Romania (bandiera)            | C     | Alexandru Maxim   |
| 50 | Serbia (bandiera)             | C     | Lazar Marković    |
| 52 | Kazakistan (bandiera)         | C     | Alexander Merkel  |
| 53 | Turchia (bandiera)            | A     | Yusuf Türk        |
| 70 | Grecia (bandiera)             | D     | Stelios Kitsiou   |
| 71 | Turchia (bandiera)            | P     | Burak Bozan       |
| 72 | Turchia (bandiera)            | P     | Berkay Erkul      |
| 74 | Slovenia (bandiera)           | C     | Amedej Vetrih     |
| 77 | Turchia (bandiera)            | C     | Cenk Şahin        |
| 80 | Macedonia del Nord (bandiera) | C     | Luka Stankovski   |
| 90 | Turchia (bandiera)            | C     | Berke Gürbüz      |
| 94 | Mali (bandiera)               | A     | Nouha Dicko       |

## Palmarès

### Competizioni nazionali
- TFF 2. Lig: 1

2004-2005 (gruppo C)
- TFF 3. Lig: 1

1996-1997

### Altri piazzamenti
- TFF 1. Lig:

Vittoria play-off: 2018-2019